# Pomán megye
Pomán egy megye Argentínában, Catamarca tartományban. A megye székhelye Saujil, 1869-ben hozták létre.

## Települések
A megye a következő nagyobb településekből (Localidades) áll:
- Pomán
- El Pajonal
- Rosario de Colana
- Retiro de Colana
- Mutquín
- Sijan
- Saujil
- San Miguel
- Colpes
- Rincón

Kisebb települései (Parajes):